# Allocasuarina humilis
Allocasuarina humilis är en tvåhjärtbladig växtart som först beskrevs av Christoph Friedrich Otto och Albert Gottfried Dietrich, och fick sitt nu gällande namn av Lawrence Alexander Sidney Johnson. Allocasuarina humilis ingår i släktet Allocasuarina och familjen Casuarinaceae. Inga underarter finns listade i Catalogue of Life.

## Bildgalleri

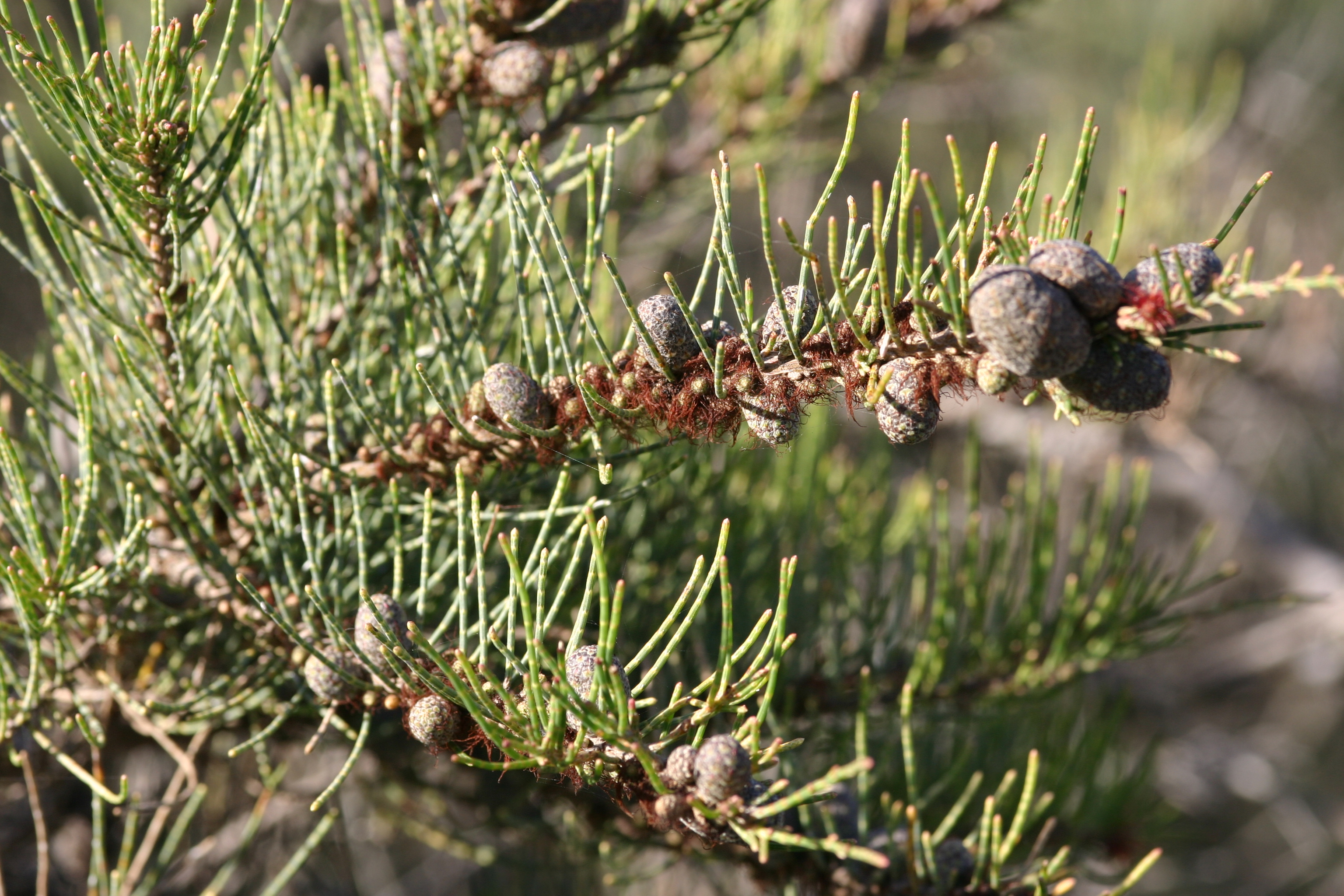
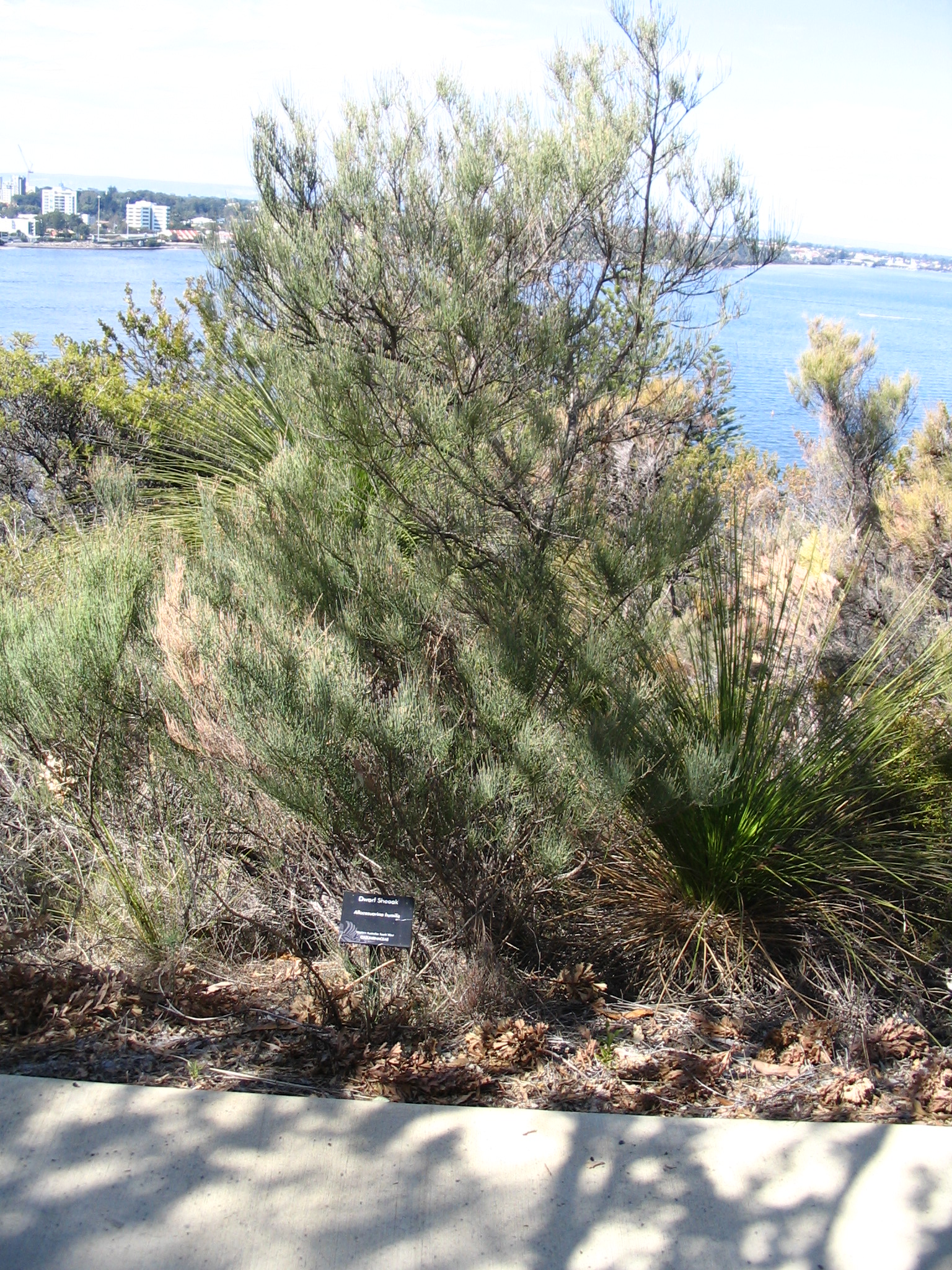
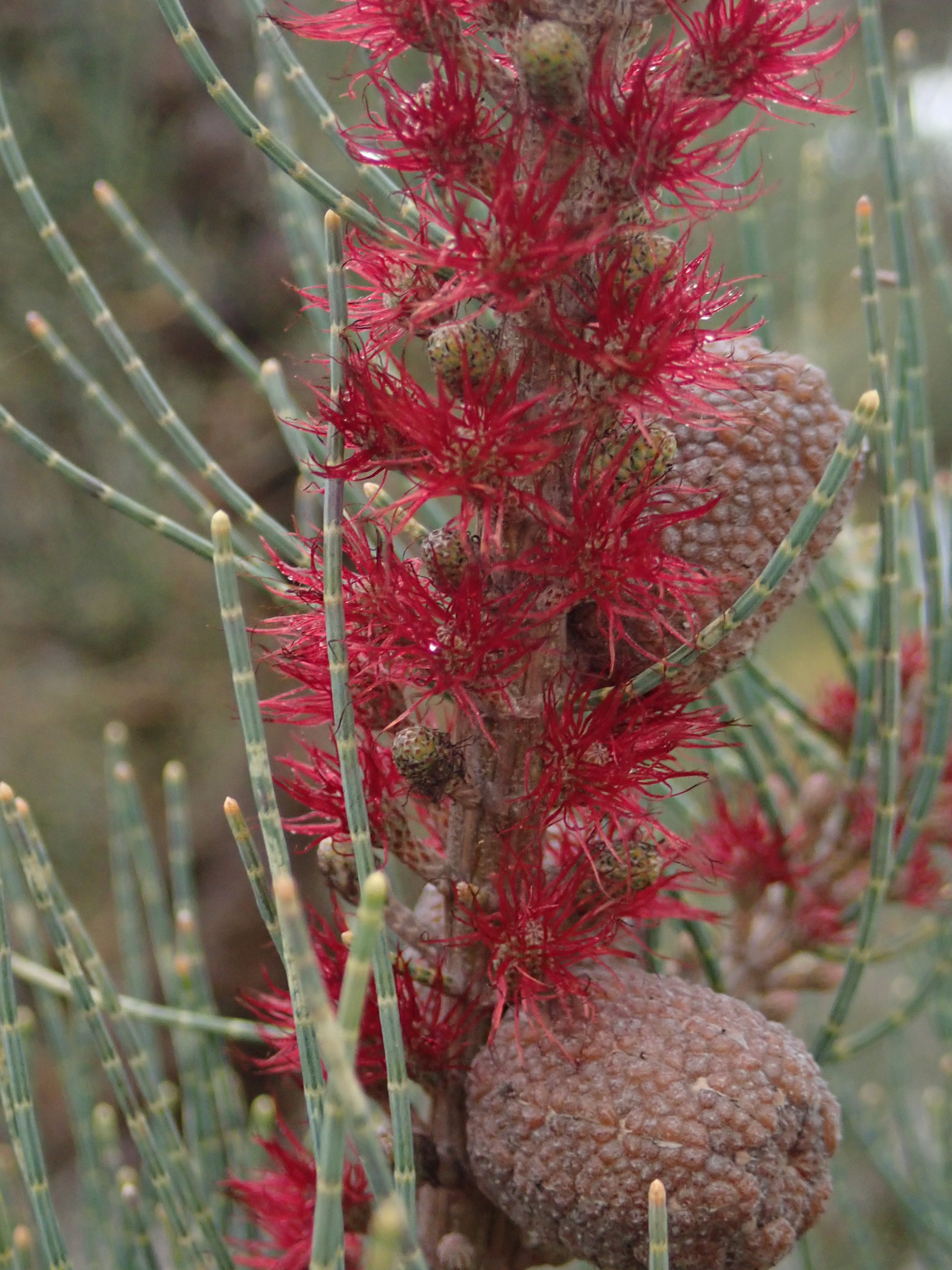
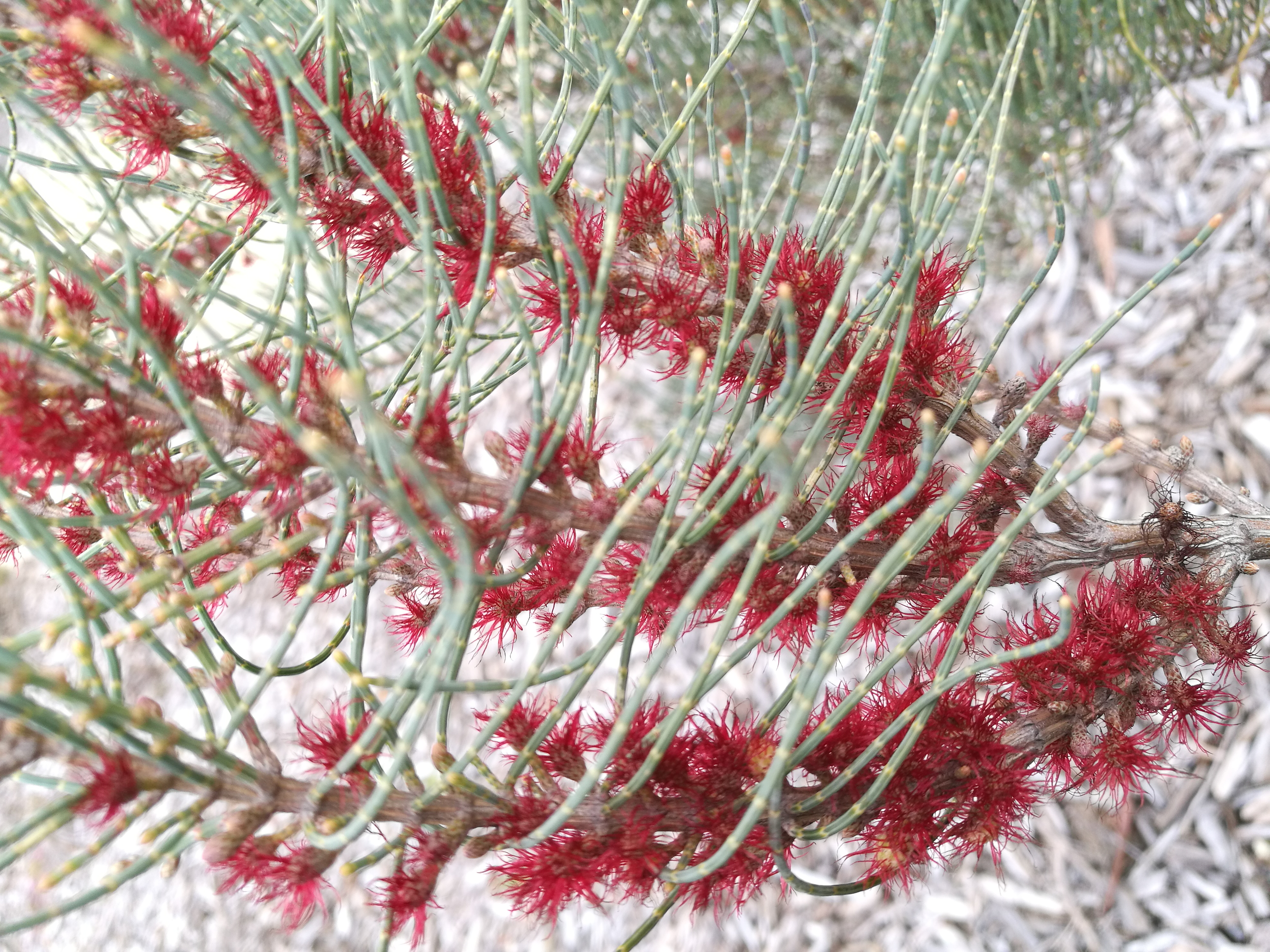